# Helietta glaucescens
Helietta glaucescens är en vinruteväxtart som beskrevs av Ignatz Urban. Helietta glaucescens ingår i släktet Helietta och familjen vinruteväxter. Inga underarter finns listade i Catalogue of Life.